# Cornelis Schut

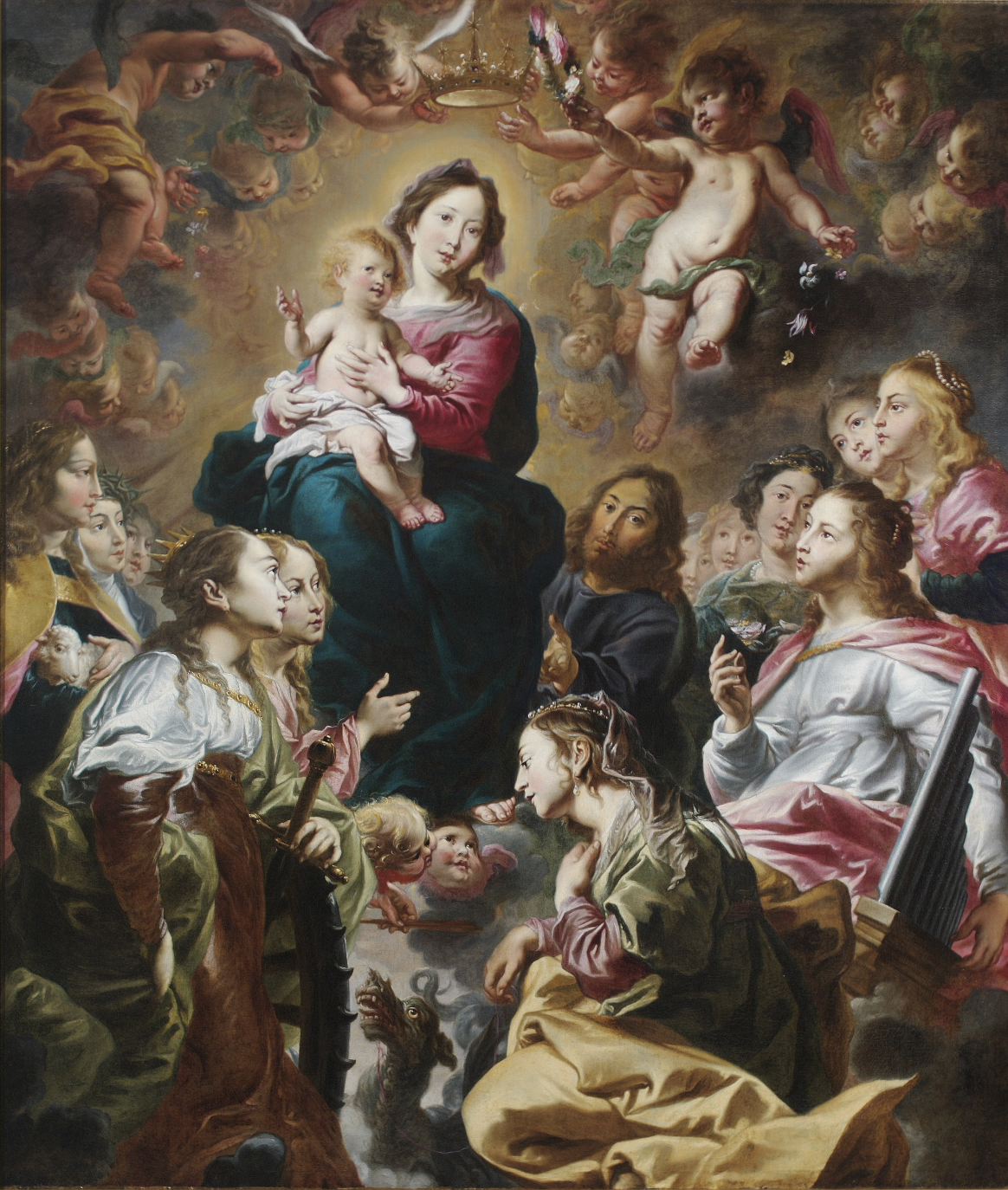
La Coronación de la Virgen por Cornelis Schut.

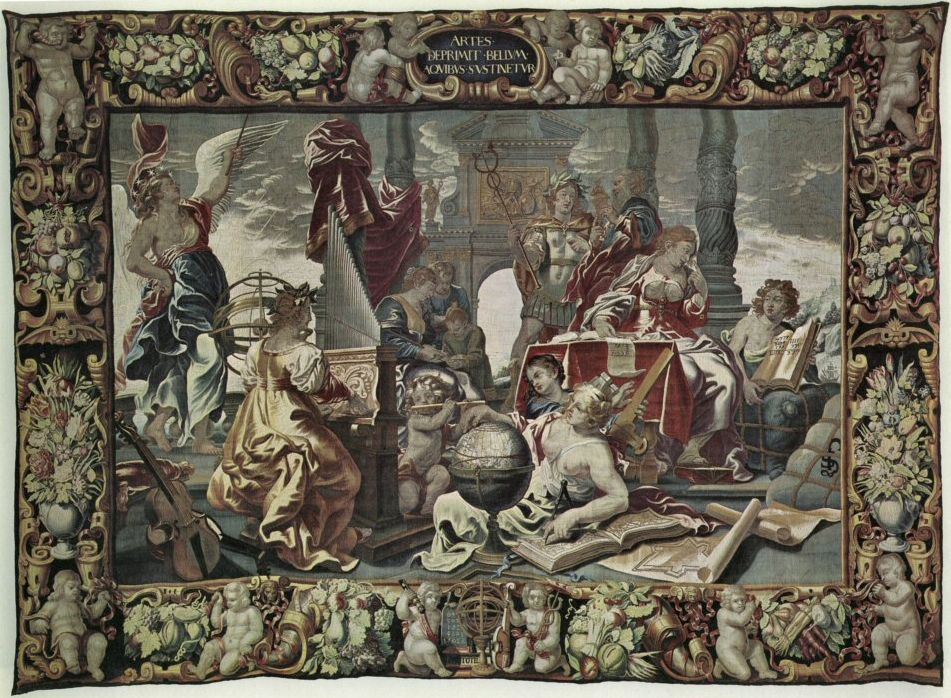
Las siete artes liberales, tapiz cofeccionado en 1675 (366 x 519 cm) según diseño de Cornelis Schut.

Cornelis Schut (Amberes, 13 de mayo de 1597-29 de abril de 1655) fue un pintor flamenco, dibujante y grabador.

## Biografía y obra
En 1618 ingresó en el gremio de pintores de su ciudad natal. Sus primeras obras muestran claras influencias del estilo de Abraham Janssens, de quien fue probablemente discípulo.
En 1624 se trasladó a Italia donde permanecíó hasta 1628. En Roma trabajó para el coleccionista Vincenzo Giustiniani que se convirtió en su protector y para quien pintó La Matanza de los Inocentes (Museo de Bellas Artes de Caen, Francia). Más tarde en 1628 se trasladó a Florencia, donde realizó diferentes diseños para tapices de la Fábrica Medicea.

Durante su estancia en Italia pintó sobre todo temas mitológicos y religiosos, así como frescos y recibió influencias del estilo barroco romano de Guercino y Pietro da Cortona y del clasicismo barroco representado por Domenichino y Guido Reni.
De vuelta a Amberes realizó algunos trabajos conjuntamente con Rubens, como las decoraciones efímeras para el recibimiento al Cardenal-Infante Fernando de Austria (1635), aunque no consta que trabajase en su taller.
Pintó obras religiosas para coleccionistas privados, iglesias y monasterios, como la Asunción de la Virgen (1645-1647). Su obra alcanzó gran difusión al ser frecuentemente reproducida mediante grabados, algunos de los cuales fueron realizados y publicados por él mismo. Se puede citar, entre ellos, la serie Livres d'enfants..., una serie de formato apaisado sobre niños en diversas actitudes.
Su sobrino Cornelis Schut III (Amberes, 1629 – Sevilla, 1685) fue también un pintor profesional activo en España.